# Batallón Olimpia
El Batallón Olimpia fue un grupo paramilitar de contrainsurgencia creado por el gobierno de México con el fin de vigilar, espiar, perseguir, llevar a cabo acciones de sabotaje, ejecuciones y asesinato, así como realizar infiltraciones y detenciones en el movimiento de 1968 en México. Estuvo bajo el mando del general Luis Gutiérrez Oropeza y fue integrado por elementos del Estado Mayor Presidencial y la Dirección Federal de Seguridad, la Policía Judicial Federal, la Policía Judicial del Distrito Federal y la Inspección Fiscal Federal. Se calcula que tenía entre 1,500 y 2,000 elementos.
Tuvo parte activa en distintos momentos del movimiento como la toma de la Ciudad Universitaria de la Universidad Nacional Autónoma de México (UNAM) el 18 de septiembre de 1968, en la toma del Casco de Santo Tomás del Instituto Politécnico Nacional (IPN) el 23 de septiembre de ese año y, finalmente, en la Operación Galeana el 2 de octubre de 1968 en la Plaza de las Tres Culturas de Tlatelolco, Ciudad de México. Debido a que eran militares o policías que actuarían de manera encubierta, vestidos de civil, en dicho episodio se caracterizaron por identificarse entre sí con un pañuelo o guante blanco. En dicha acción tomaron parte activa de un plan orquestado previamente para simular un enfrentamiento a tiros entre estudiantes del movimiento armados y el ejército de México. Para ello el batallón contó, además del despliegue de sus elementos en la plaza y los edificios aledaños, con francotiradores apostados desde la mañana del 2 de octubre en la plaza y sus inmediaciones. Además de dichas acciones armadas, se tiene registro que el batallón hizo presuntamente detenciones ilegales, maltratos, torturas y allanamientos de morada.
En aquella noche del 2 de octubre el Batallón Olimpia tenía como órdenes disparar tanto a los estudiantes como a los soldados esto se hizo con el fin de desorganizarlos y que el ejército disparara en contra de los estudiantes.
Se infiltraron en la manifestación hasta llegar al tercer piso del edificio Chihuahua. Algunos miembros fueron detenidos por el ejército y posteriormente liberados por órdenes presidenciales, la orden de disparar contra el ejército y de los estudiantes fue idea del secretario de gobernación Luis Echevarría Álvarez.
La responsabilidad de este horrible suceso se dividió entre  Luis Gutiérrez Oropeza y el presidente Gustavo Díaz Ordaz, pero realmente la responsabilidad fue de Luis Echevarría Álvarez.
Después de 1968, en 1971 se cree que el grupo se volvió a activar, nuevamente dirigidos por Luis Echevarría Álvarez ahora como presidente de México, este nuevo ataque se le conoció como El Halconazo, el día 10 de junio de 1971,  cuando el Grupo Los Halcones asesinó a 120 personas que se manifestaban en apoyo a los estudiantes de Monterrey.